# Bingham Ray
Bingham Ray est un producteur américain de cinéma indépendant, né le 1er octobre 1954 à Scarsdale (New York) et mort le 23 janvier 2012 à Provo (Utah). Il fonde avec Jeff Lipsky October Films en 1991, préside United Artists entre 2001 et 2004 et assure jusqu'à sa mort la charge de directeur exécutif du San Francisco Film Society

## Biographie

### Le choix de l'indépendance: October Films
Bingham Ray commence sa carrière comme manager et programmeur au Bleecker Street Cinema, dans le quartier de Greenwich Village, au cœur de Manhattan (New York), au début des années 1980. Il fonde October Films en 1991 avec Jeff Lipsky, et tous deux s’installent dans le garage de ce dernier à Sherman Oaks. October Films est une société qui souhaite distribuer des films internationaux de qualité. Le succès arrive presque aussitôt avec Life is Sweet de Mike Leigh, réalisé en 1990. La jeune compagnie réunit un capital suffisant pour s’installer à New York. Parmi les films distribués par October Films, nous pouvons citer :
- Alain Corneau, Tous les matins du monde (1991)
- Claude Sautet, Un cœur en hiver (1992)
- Guillermo Del Toro, Cronos (1993)
- Pedro Almodóvar, Kika (1993)
- Roger Avary, Killing Zoe (1994)
- Mike Leigh, Secrets et Mensonges (Secrets and Lies, 1996)
- Lars von Trier, Breaking the Waves (1996)
- Robert Duvall, Le Prédicateur (1997)
- David Lynch, Lost Highway (1997)
- Thomas Vinterberg, The Celebration (1998)
- Robert Altman, Cookie's Fortune (1999)

October Films engrange treize nominations aux Oscars, en remporte deux, ainsi des prix majeurs au Festival de Cannes à trois reprises.
Bingham Ray occupe la coprésidence d’October Films jusqu’au rachat de sa compagnie par USA Networks, en 1999.

### De la United Artists à la San Francisco Film Society
En 2001, il est nommé directeur de la compagnie indépendante United Artists. Dès l’année suivante, il permet à Bowling for Columbine de Michael Moore de remporter l’Oscar du meilleur documentaire, en 2003. Il quitte la direction en 2004.
En 2007, il rejoint la Sidney Kimmel Entertainment, basée à Los Angeles, où il occupe la responsabilité de président de Kimmel Distribution en même temps qu’il préside  le secteur créatif.
Il revient par la suite à New York où il exerce différentes fonctions, jusqu’à sa nomination à San Francisco, à l’automne 2011 : consultant de programmation pour la Film Society of Lincoln Center, conseiller pour Snagfilms, professeur-adjoint à l’Université de New York...
Bingham Ray arrive à San Francisco en novembre 2011, afin de revigorer la San Francisco Film Society et sélectionner des films pour sa nouvelle Film Society Cinema. Il meurt cependant des suites d’une attaque cardiaque le 23 janvier suivant, alors qu’il est en déplacement au Sundance Film Festival dans l’Utah.
Bingham Ray sert pendant plusieurs années comme membre de jury pour les festivals cinématographiques de Sundance, de Rotterdam et d'Édimbourg, ainsi que pour le Film Independent Spirit Awards.

### Vie privée
Marié à Nancy King, il est père de trois enfants, Nick, Annabel et Becca.

## Hommages
Robert Redford  : « Nous avons perdu un véritable guerrier de la voix indépendante avec la disparition de Bingham Ray. Il était un membre apprécié de la famille Sundance aussi loin que je m'en souvienne, et il est responsable pour avoir soutenu d’innombrables conteurs majeurs  et avoir introduit leur travail dans le monde. »
Michael Moore : « Il a acheté et distribué Bowling for Columbine quand personne d'autre n'en voulait. Il m'a épaulé. »